# Colibrí inca bronzat
El colibrí inca bronzat (Coeligena coeligena) és una espècie d'ocell de la família dels troquílids (Trochilidae) que habita des del nord de Veneçuela fins al sud-est de Bolívia.